# Bracket
Bracket eller med namnen ET Pro & ET Super Pro, är en tävlingsform inom dragracing där föraren själv sätter sin tid som föraren sedan tävlar med. Tävlingen är ju en utslagstävling där olika förare startar mot varandra tills en återstår. Den tid som man anger som dial in är den tid som man sedan jämförs mot. Man får inte köra fortare än ens dial in. När två tävlar så får den föraren med det högsta dial in starta före den andra föraren med lika många sekunder eller delar därav som skiljer båda förarna.
Om förare A har ett dial in på 10,50 och förare B har ett dial in på 10,00 så får förare A starta 0,5 sekunder innan förare B. Den som kommer först till mål utan att köra under sin tid är vinnare. Om båda underskrider sitt dial-in vinner den som gör det med minsta marginal, alltså är närmast dial-in.  
Tävlingarna kan bli mycket spännande och jämna där endast reaktionstiden kan skilja mellan förarna.